# Forez
Forez (em arpitano Forêz) é uma antíga província da França, que corresponde aproximadamente à parte central do departamento de Loire e uma parte do departamento de Haute-Loire. Forez é o cenário de uma obra mestra da literatura francesa, L'Astrée de Honoré d'Urfé, por isso, esta região é às vezes denominada Comarca de Astrée (pays d'Astrée).